# گارث دیویس
گارث دیویس (انگلیسی: Garth Davis؛ زادهٔ ۱۹۷۴)، کارگردان فیلم، تلویزیون، و تبلیغات اهل استرالیا است. وی از سال ۲۰۰۰ میلادی تاکنون مشغول فعالیت بوده‌است. در سال ۲۰۰۸، او یک شیر طلا را در جشنواره بین‌المللی خلاقیت شیرهای کن به دست آورد. دیویس برای کارگردانی قسمت‌هایی از سریال بالای دریاچه (۲۰۱۳)، برای دریافت امی و بفتا نامزد شد. فیلم شیر به کارگردانی او که نخستین‌بار در جشنواره بین‌المللی فیلم تورنتو به نمایش درآمد، در هشتاد و نهمین دوره جوایز اسکار، نامزد شش جایزه از جمله بهترین فیلم شد.

## فیلم‌شناسی
| سال  | عنوان        | توضیح                          |
| ---- | ------------ | ------------------------------ |
| ۲۰۰۰ | P.I.N.S.‎     | مستند کوتاه؛ همچنین فیلمبردار  |
| ۲۰۰۳ | آلیس         | فیلم کوتاه                     |
| ۲۰۰۶ | عشق راه من   | ۳ قسمت                         |
| ۲۰۱۳ | بالای دریاچه | ۸ قسمت                         |
| ۲۰۱۶ | شیر          | کارگردان                       |
| ۲۰۱۸ | مریم مجدلیه  | کارگردان                       |
| ۲۰۲۳ | دشمن         | کارگردان، نویسنده، و تهیه‌کننده |